# 克維特內韋 (日托米爾區)
49°59′5″N 29°30′57″E / 49.98472°N 29.51583°E

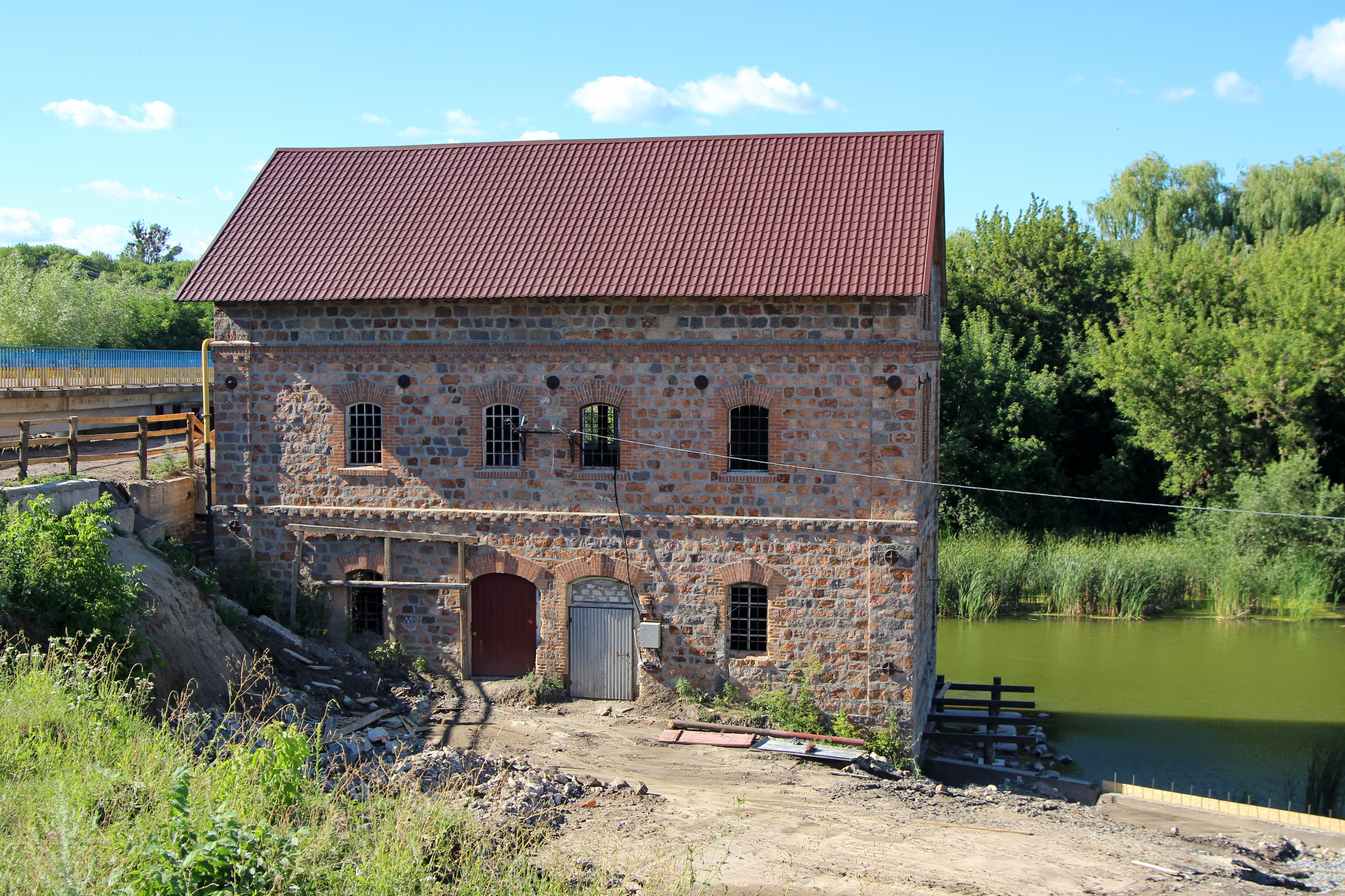
已废弃的老磨坊

克維特内韋（烏克蘭語：Квітневе），是烏克蘭北部日托米爾州日托米爾區克维特内韦市镇里的村庄及其行政中心。始建於1683年，面積6.7平方公里，海拔高度198米，2001年人口1,969，人口密度每平方公里293.71人。